# Aeroport de Badajoz
L'Aeroport de Badajoz (codi IATA: BJZ, codi OACI: LEBZ), és a 14 quilòmetres del centre urbà de la ciutat de Badajoz, però dins del seu terme municipal, i a 45 km de Mèrida.
Comparteix pista i torre de control amb la Base Aèria de Talavera la Real. La terminal civil i la base aèria estan separades per la pista, diferenciant així les dues instal·lacions.
El desembre de 2008 ha obtingut el certificat internacional ISO-9001 (amb validesa de tres anys) que garanteix que les activitats del recinte aeroportuari pacense ofereixen un servei orientat a la satisfacció dels usuaris i clients i que els medis disponibles a l'aeroport pacense són els adequats a la programació de les activitats aeroportuàries i que s'assegura la prestació del servei conforme a les necessitats dels clients, gestionant en el seu cas les reclamacions del Llibre Oficial d'Aena.
L'aeroport va ampliar la terminal de 2.500 m² a 4.400 m², la plataforma d'aeronaus de 16.000 m² a una per a aviació comercial de 30.000 m² i una altra d'aviació general de 5.000 m² i l'aparcament de 129 a 245 places, que es van finalitzar en 2010, donant una capacitat màxima de 700.000 passatgers/any.
A més, el gener de 2009 es va licitar el recrescut i la repavimentació de la pista d'aterratge i el carrer de rodolament fins a la plataforma civil, amb un import de 6.7 milions de € i 6 mesos de termini d'execució.
També es troben en diferents fases partides per millorar les comunicacions i el control de l'Aeroport, així com la construcció d'una nova Central Elèctrica per un import de 4 milions de €.3
Amb aquestes obra l'Aeroport duplicarà la seva capacitat operativa, estant preparat per a l'arribada de noves companyies i destinacions|destins.
El 2007 ha marcat el seu record de passatgers, amb 75.329.